# Il n'y a plus rien (album)
Pour les articles homonymes, voir Il n'y a plus rien.
Albums de Léo Ferré
La Solitudine
(1972) Seul en scène (Olympia 1972)
(1973)
Il n'y a plus rien est un album de Léo Ferré, paru en 1973. C'est le premier album symphonique où il prend lui-même en charge tous les aspects de la musique, des orchestrations à la direction d'orchestre.

## Genèse
Après avoir inséré deux morceaux symphoniques dans l'album « pop » La Solitude, après avoir ré-enregistré son oratorio des années 1950 sur le poème La Chanson du mal-aimé de Guillaume Apollinaire, Ferré est mûr pour s'imposer comme artiste total, auteur et musicien complet, qui se passera désormais des services d'un arrangeur. 

## Caractéristiques artistiques
Le disque s'ouvre avec Préface, réduction du texte qui sert précisément de préface-manifeste à Poète... vos papiers !, recueil de poésies paru en 1957, et se clôt par le radical Il n'y a plus rien, long morceau pessimiste qui solde les comptes des utopies libertaires et révolutionnaires issues des années 1960 et de Mai 68. Ce disque est marqué par une interprétation qui tient plus du récitatif, du spoken word, de la déclamation, du parlé-chanté, que du chant.

## Réception et postérité
Grand succès critique et commercial, cet album est considéré [réf. souhaitée] comme une des œuvres majeures de Léo Ferré.

## Titres
Textes et musiques sont de Léo Ferré, sauf mention contraire. 
| 1. | Préface                                               | 3:20 |
| 2. | Ne chantez pas la mort (texte : Jean-Roger Caussimon) | 7:31 |
| 3. | Night and day                                         | 6:40 |
| 4. | Richard                                               | 5:09 |

| 5. | L'Oppression       | 6:29  |
| 6. | Il n'y a plus rien | 16:08 |

## Musiciens
- Danièle Licari : voix (piste 1)

Les autres musiciens n'ont pas été identifiés à ce jour.

## Production
- Orchestrations et direction musicale : Léo Ferré
- Prise de son : Claude Achallé, Charles Rochko, assistés de Philippe Omnes
- Supervision : Richard Marsan
- Crédits visuels : Patrick Ullmann (recto pochette & photo intérieure), Geneviève Vanhaecke (verso pochette)
- Texte du livret original : Maurice Frot[2]